# Запис крушка код цркве (Баћевац)
Запис крушка код цркве (Баћевац) се налази на парцели чији је власник Српска православна црква.

## Локација
| Општина             | Барајево                                                                    |
| Катастарска општина | Баћевац                                                                     |
| Потес               | Жртава фашизма                                                              |
| Координате          | 44° 35′ 11″ С; 20° 23′ 05″ И / 44.586399999999998° С; 20.384699999999999° И |
| Надморска висина    | 194m                                                                        |

## Карактеристике
Дендрометријске вредности утврђене на терену и сателитским снимцима:
| Стабло                     | крушка |
| Висина стабла              | m      |
| Обим дебла                 | m      |
| Пречник крошње             | 11m    |
| Пречник дебла              | m      |
| Висина дебла до прве гране | m      |

## База записа
Запис је у оквиру Викимедија пројекта "Запис - Свето дрво" заведен под редним бројем 0990.